# Aniko Deak
Aniko Deak (Arad, 11 ottobre 1950) è un'ex cestista rumena.

## Carriera
Con la Romania ha disputato i Campionati europei del 1970.